# Reserva Natural de Mõisamõtsa
A Reserva Natural de Mõisamõtsa é uma reserva natural localizada no condado de Võru, na Estónia.
A área da reserva natural é de 224 hectares.
A área protegida foi fundada em 2005 para proteger valiosos tipos de habitat e espécies ameaçadas na aldeia de Tundu (na antiga freguesia de Mõniste) e na aldeia de Pähni (na antiga freguesia de Varstu).